# Friedrich Ludwig Ernst Neudörffer
Friedrich Ludwig Ernst Neudörffer (* 15. Juli 1823 in Weiler bei Weinsberg; † 3. September 1889 in Wasserburg am Bodensee auf einer Urlaubsreise) war ein württembergischer Oberamtmann.

## Leben
Friedrich Ludwig Ernst Neudörffer war der Sohn eines Pfarrers. Er studierte von 1845 bis 1849 Regiminalwissenschaften an der Universität Tübingen, 1849 und 1850 legte er die beiden Staatsprüfungen ab. Er war Mitglied der Landsmannschaft Ghibellinia Tübingen.
Von 1850 bis 1852 war er provisorischer Oberamtsaktuar bei den Oberämtern Heilbronn, Maulbronn und Kirchheim, von 1853 bis 1860 dann Oberamtsaktuar beim Oberamt Kirchheim. 1860 bis 1861 arbeitete er als Kollegialhilfsarbeiter bei der Regierung des Donaukreises in Ulm, 1861 bis 1864 als Sekretär beim Ministerium des Innern in Stuttgart. 1864 wurde er Oberamtsverweser und 1870 bis 1872 Oberamtmann in Göppingen. 1866 war er zum Oberamtmann in Tuttlingen ernannt worden, er trat die Stelle aber nie an und verblieb in Göppingen. Von 1872 bis 1882 war er Oberamtmann in Reutlingen und von 1882 bis 1889 in Tübingen. 1884 erhielt er den Titel Regierungsrat. 

## Ehrungen
- Ritterkreuz 1. Klasse des Friedrichs-Ordens
- 1871 Kriegsgedenkmünze